# Е̇
Cette page contient des caractères spéciaux ou non latins. S’ils s’affichent mal (▯, ?, etc.), consultez la page d’aide Unicode.
Ne doit pas être confondu avec la lettre latine e point suscrit Ė.
Le ié point suscrit (capitale Е̇, minuscule е̇) est une lettre de l’alphabet cyrillique qui a été utilisée dans l’écriture du lituanien au XIXe siècle et de l’oudi de la fin du XIXe siècle au début du XXe siècle. Elle est composée d’un Е avec un point suscrit.

## Utilisations

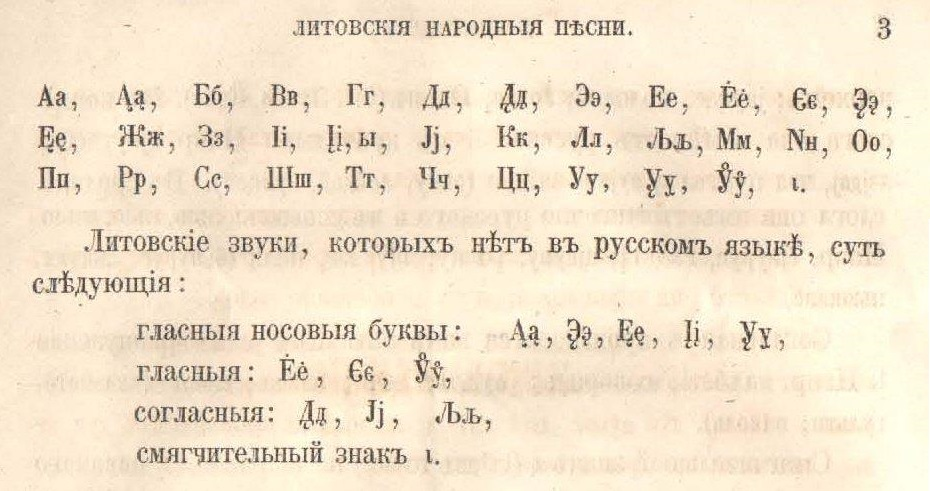
Alphabet cyrillique lituanien de Juška en 1867.

La lettre cyrillique ié point suscrit ‹ е̇ › a été utilisée dans l’écriture du lituanien, notamment dans l’orthographe de Juška, après la défaite de l’Insurrection de Janvier 1863 et l’interdiction de publier avec les lettres latines dans les documents officiels de 1864 à 1904.
Le ié point en chef ‹ е̇ › été utilisé dans des ouvrages et articles en ou relatif à l’oudi publiés dans la revue Сборник материалов для описания местностей и племен Кавказа. [Recueil de matériaux pour la description des contrées et tribus], dont notamment dans l’orthographe oudi présentée en 1888, dans une traduction des évangiles de 1902 et dans la grammaire oudi de 1904 d’Adolf Dirr (de),,.

## Représentation informatique
Le ié point suscrit peut être représenté avec les caractères Unicode suivants (cyrillique, diacritiques) :
| formes    | représentations | chaînes de caractères | points de code | descriptions                                             |
| --------- | --------------- | --------------------- | -------------- | -------------------------------------------------------- |
| capitale  | Е̇               | Е◌̇                    | U+0415 U+0307  | lettre majuscule cyrillique ié diacritique point suscrit |
| minuscule | е̇               | е◌̇                    | U+0435 U+0328  | lettre minuscule cyrillique ié diacritique point suscrit |